# Archie, de man van staal
Archie, de man van staal (Originele titel: The jungle robot en later Robot Archie) is een Brits-Nederlandse stripreeks die oorspronkelijk werd geschreven door E. George Cowan en getekend door Ted Kearon. Later zou de Nederlander Bert Bus de reeks voortzetten.

## Inhoud
Deze reeks gaat over een robotman genaamd Archie, die is gebouwd door professor C.R. Ritchie en bediend wordt door zijn neefje Ted en diens beste vriend Ken Dale. Archie kan in de eerste verhalen niet praten, later krijgt hij hiervoor een speciaal mechanisme ingebouwd. Archie is ongelofelijk sterk en handig, waardoor hij zich steeds uit de meest onmogelijke situaties weet te redden. Samen met Ted en Ken beleeft hij de wildste avonturen in allerlei delen van de wereld. De eerste paar avonturen spelen zich af in de jungle (vandaar de naam The Jungle Robot). In het begin zijn hun tegenstanders vooral echte mensen, later krijgen de verhalen een meer sciencefictionachtig karakter en duiken er bijvoorbeeld ook aliens op.

## Publicatiegeschiedenis
Archie verscheen oorspronkelijk in het Britse stripblad Lion (1952-1974). De albums verschenen vanaf 1960 in Nederland als Archie, de man van staal. Daarnaast zijn een aantal korte verhalen in het stripweekblad Sjors verschenen. De eerste aflevering verscheen in nr. 28 van 11 juli 1959. 
De reeks werd vanaf 1971 voortgezet door de Nederlandse schrijver en tekenaar Bert Bus.

## Albums

### Eerste reeks
Onderstaande albums werden geschreven door E. George Cowan en getekend door Ted Kearon.
1. De gouden sfinx (1963)
2. Het teken van de schorpioen / De goudkoorts van Abdul Krah (1963)
3. Juwelen feesten in India / Jacht op de schat (1964)
4. Avonturen in Afrika (Het ijzeren Monster en Het Geheim van de stenen Leeuw) / Het magnetische gas (1966)
5. Overval op de postwagen en Jacht op groot wild / Het kristallen luipaard (1967)
6. De terreur van de ijsgeesten / De Inca-stad en De vuurspuwende kreeft (1967)
7. De goudmijn en Het verlaten schip (1969)

### Tweede reeks
Onderstaande albums zijn geschreven en getekend door Bert Bus.
1. Archie als ridder (22 pagina's), 1971 / De gepantserde struikrover (20 pagina's), 1972
2. Archie in het wilde westen (16 pagina's), 1972 / De strijd tegen de Kruls (30 pagina's), 1972
3. De invasie van de Superons (36 pagina's), 1972 / In de macht van het monster (14 pagina's), 1973
4. De terugkeer van de Kruls (32 pagina's), 1973 / De vernietiging van het monster (18 pagina's), 1973
5. Archie in de ijstijd (26 pagina's), 1973-1974, tekst: Fenna / Archie contra mister Magneto (40 pagina's), 1974, tekst: Fenna
6. De terreur van de ijsgeesten, oorspr. uitgebracht in 1967[2]
7. Het magnetische gas, oorspr. uitgebracht in 1967
8. Het teken van de schorpioen, oorspr. uitgebracht in 1963
9. Het kristallen luipaard, oorspr. uitgebracht in 1967
10. Archie in de ijstijd, uitgebracht in 2004[3]